# 张彬 (1912年)
张彬（1912年—1997年5月11日），曾用名张锡俊，男，江苏松江人，生于福建莆田，中华人民共和国政治人物。

## 生平
早年加入中国共产党。曾任抗大政治教员、陕甘宁晋绥联防军政治部组织干事、晋察冀边区下花园电厂厂长兼中共厂党总支书记、边区军工局电厂厂长、冀北电力公司天津分公司军代表、冀北电力总公司军代表等职。
中华人民共和国成立后，任华北电业总局副局长、中华人民共和国燃料工业部电力局局长、电力部基建总局局长、水利电力部电力建设总局局长。1964年5月至1967年，担任水利电力部副部长；后改任电力部副部长、中国灌排技术开发公司董事长兼总经理。他也是第六、第七届全国政协委员。1997年5月11日逝世。